# NHKニュースおはよう長崎
『NHKニュースおはよう長崎』（エヌエイチケイニュースおはようながさき）は、NHK長崎放送局が『NHKニュースおはよう日本』内で平日7時台に放送していたローカルニュース番組。

## 概要
番組は長崎県関連のニュースを2本伝えた後、NHK長崎のお天気カメラの映像をバックに今日の『イブニング長崎』の放送内容、気象情報を伝え、九州・沖縄ブロック向け『NHKニュース おはよう九州沖縄』に接続する。また、6:55 - 7:00にも県内ニュース、気象情報を放送。2018年度から、番組の時間帯全体が、『おはよう九州沖縄』を放送することになったため、事実上2017年度をもって終了した。

## 放送時間の変遷

### 平日
- 7:30 - 7:35 （2006年度まで）
- 7:30 - 7:36 （2007年度）
- 7:45 - 7:51 （2008年度以降）

### 土曜日
- 7:30 - 7:35 （2012年度まで）

## 担当アナウンサー
- シフト勤務

## 関連番組
- NHKニュース おはよう九州沖縄（平日 7:51 - 8:00）
- おはサタ!（土曜 7:30 - 8:00）

| NHK長崎 平日朝のニュース・情報番組枠 | NHK長崎 平日朝のニュース・情報番組枠   | NHK長崎 平日朝のニュース・情報番組枠 |
| 前番組                               | 番組名                                 | 次番組                               |
| ------------------------------------ | -------------------------------------- | ------------------------------------ |
| モーニングワイド長崎                 | おはよう長崎 ↓ NHKニュースおはよう長崎 | （終了）                             |